# Teodobaldo di Vermandois
Teodobaldo I di Vermandois de Nanteuil, in francese Thibaud Ier de Nanteuil (... – Roma, 4 novembre 1188), fu un benedettino francese che divenne abate e poi cardinale e vescovo.
Entrò in gioventù nell'Ordine benedettino. Divenne abate dell'Abbazia di Saint-Basle à Reims, quindi, nel 1140, amministratore apostolico di quella di Saint-Benoît-sur-Loire, carica che tenne fino al 1144. Nel concistoro del 1171 papa Alessandro III lo nominò cardinale con il titolo di Cardinale presbitero di Santa Croce in Gerusalemme. Nel 1180 divenne Abate di Cluny, carica che mantenne per quattro anni. Nel 1183 papa Lucio III lo nominò Cardinale vescovo di Ostia e Velletri, titoli che mantenne fino alla morte.
Nel secondo conclave del 1187, tenutosi dopo la morte di papa Gregorio VIII, venne eletto papa ma rifiutò, favorendo così la investitura del cardinale Paolo Scolari che prese il nome di Clemente III.
Morì a Roma e la sua salma venne inumata nella Basilica di San Paolo fuori le mura

## Conclave
Nel corso del suo cardinalato Teodobaldo di Vermandois partecipò ai seguenti conclavi:
- conclave del 1181, che elesse papa Lucio III;
- conclave del 1185, che elesse papa Urbano III;
- primo conclave del 1187, che elesse papa Gregorio VIII;
- secondo conclave del 1187, che elesse papa Clemente III.